# Let It Be (singel)
Let It Be – ballada rockowa brytyjskiego zespołu The Beatles, wydana na albumie Let It Be. Paul McCartney zaczął pisać piosenkę jeszcze w 1968 roku, podczas sesji nagrań do ich eponimicznego albumu, The Beatles (tzw. Biały Album). Finalny kształt dzieło zyskało na przełomie 1969 i 1970 roku. Był to ostatni singiel zespołu, który wydany został jeszcze przed oficjalnym rozpadem formacji.
Oficjalnie za twórców piosenki uznaje się duet Lennon/McCartney. Wersja utworu, wydana na płycie długogrającej, różni się od tej umieszczonej na oryginalnym singlu gitarową partią solową George’a Harrisona.

## Popularność
Amerykański magazyn popkulturowy „Rolling Stone” umieścił utwór na 20. miejscu listy 500 utworów wszech czasów.

## Twórcy
- Paul McCartney – wokal przewodni, fortepian, gitara basowa, marakasy
- George Harrison – gitara prowadząca, wokal
- John Lennon  – gitara, śpiew
- Ringo Starr – perkusja
- Billy Preston – organy

## Inne wersje

### Aretha Franklin
Zanim utwór wydany został pod szyldem Beatlesów, został on opublikowany w styczniu 1970 przez amerykańską piosenkarkę Arethę Franklin na jej albumie This Girl’s in Love with You. Jej wersja nagrana została jeszcze w 1969 roku. Utwór napisany został z myślą o nagraniu go przez artystkę, jednak Franklin po odsłuchaniu demo nie była pewna, czy religijne nawiązania w tekście nie stoją w sprzeczności z jej baptystycznym wychowaniem, dlatego zwlekała z podjęciem decyzji o nagraniu piosenki.

### Ferry Aid
W połowie marca 1987 roku charytatywna supergrupa Ferry Aid, z Paulem McCartneyem w składzie, nagrała utwór „Let It Be”, by zasilić fundusz na rzecz rodzin ofiar tragedii promu Herald linii Free Enterprise, który zatonął 6 marca tegoż roku. Singel z nagraniem, który wydany został 23 marca, trafił do pierwszej dziesiątki list przebojów w Europie.